# Тристранна контактна група за Украйна
Тристранна контактна група за Украйна (известна още като Тристранна контактна група за мирно уреждане на ситуацията в Източна Украйна) е група от представители на Украйна, Руската федерация и Организацията за сигурност и сътрудничество в Европа (ОССЕ), създадена като средство за улесняване на дипломатическото разрешаване на войната в Донбаския регион на Украйна. Има няколко подгрупи.
Групата е създадена след избора на украинския президент Петро Порошенко през май 2014 г. Преди това вълнения обхващат южните и източните части на Украйна след движението Евромайдан и украинската революция през 2014 г. След неформална среща на държавните глави по време на отбелязването на седемдесетата годишнина от Десанта в Нормания на 6 юни 2014 г. е решено да се създаде група за улесняване на диалога между украинското правителство и руското правителство. Отношенията между Русия и Украйна са изключително напрегнати след анексирането на Крим от Руската федерация, а Русия също е обвинена от Украйна и западните лидери, че е подклаждала вълненията в Източна и Южна Украйна.

## Първа среща в Киев
Първата сесия на групата се състои на 8 юни 2014 г. и включва участието на посланика на Русия в Украйна Михаил Зурабов, посланика на Украйна в Германия Павло Климкин и специалния представител на генералния секретар на ОССЕ Хайди Талявини. Между 8 и 9 юни има три заседания на групата, по време на които участниците обсъждат мирния план, предложен от президента на Украйна Петро Порошенко.

## Среща в Донецк
На 20 юни 2014 г. Порошенко обявява своя план от петнадесет точки за мир и едностранно нарежда едноседмично прекратяване на огъня (виж мирен план от петнадесет точки).  Руският президент Владимир Путин настоява, че преговорите трябва да включват представители на сепаратистите от Източна Украйна и да не го възприемат като „ултиматум“, в противен случай прекратяването на огъня ще се провали. На 23 юни проруските екстремисти обещават да спазват прекратяването на огъня, ако участват в преговори. По искане на президента Украйна е представлявана от Леонид Кучма, тъй като Павло Климкин трябва да присъства в Люксембург.
На първата среща на преговорите в Донецк на 23 юни 2014 г. пристигат Леонид Кучма, Михаил Зурабов, Виктор Медведчук (лидер на „Украински избор“), лидерите на проруските бойци Олег Царьов и Александър Бородай и представители на ОССЕ. След срещата автомобилът с Кучма и Нестор Шуфрич е нападнат от разгневена тълпа точно пред административната сграда. Според ОССЕ Медведчук представлява проруските бойци на преговорите. Участието на Медведчук като посредник в преговорите е подкрепено и от Ангела Меркел, с което Порошенко се съгласява. На 26 юни 2014 г. „Украинският избор“ на Медведчук обвинява Талявини, че тя не е разбрала, тъй като Зубаров изрично заявява, че Медведчук е действал по петиция на Петро Порошенко.
По време на прекратяването на огъня проруските екстремисти освобождават наблюдателите на ОССЕ, държани като заложници.

## Втора среща в Киев
На 2 юли 2014 г. на срещата в Берлин четирима министри на външните работи на Германия, Франция, Русия и Украйна се споразумяват да възобновят мирните преговори не по-късно от 5 юли 2014 г.
Третата сесия на групата се провежда на 6 юли 2014 г. На преговорите присъстват Кучма, Зурабов, Талявини, Шуфрич и Медведчук.

## Трета среща в Киев
Групата също се събира скоро след свалянето на самолета на Малайзия Еърлайнс на 17 юли 2014 г., когато представители на сепаратистите гарантират сътрудничество с представителите на ОССЕ в Източна Украйна.

## Среща в Минск
Новият тур от мирните преговори започва на 31 юли 2014 г. в Минск. На 5 септември 2014 г. е подписан Минският протокол.
Според интервюто на Александър Бородай от руския вестник „Новая газета“, Кучма е предложил на проруските бойци да се предадат, на което и Медведчук, и Шуфрич се изсмиват.

## Минск II
На среща на върха в Минск на 11 февруари 2015 г. лидерите на Украйна, Русия, Франция и Германия се споразумяват за пакет от мерки за спиране на войната в Донбас; този пакет става известен като Минск II. Оттогава контактната група събира периодично в Минск. Представителите на Донецката народна република и Луганската народна република предават предложенията си на Тристранната контактна група за Украйна.
Оттогава са създадени няколко подгрупи в рамките на Тристранната контактна група. Това включва една работна група по политически въпроси, една, занимаваща се с икономически въпроси, една за обсъждане на хуманитарната ситуация в зоната на конфликта и една по въпросите на сигурността, която се ръководи от ръководителя на Специалната мониторингова мисия на ОССЕ в Украйна.